# Буланже, Лили
Лили́ Буланже́ (фр. Lili Boulanger, собственно — Juliette-Marie Olga Boulanger, 21 августа 1893, Париж — 15 марта 1918, Мези-сюр-Сен, департамент Ивелин) — французский композитор, младшая сестра Нади Буланже.

## Биография
Лили Буланже родилась 21 августа 1893 года в Париже.
Росла в музыкальной семье: отец — композитор, преподаватель вокала в Парижской консерватории. Мать — певица Раиса Мышецкая, родилась в Санкт-Петербурге. Её дедушка Фредерик Буланже был известным виолончелистом, а её бабушка Джульетта — певицей. Талант Лили проявился в возрасте двух лет, когда Габриель Форе, друг семьи, а затем один из её учителей, обнаружил, что у нее абсолютный слух. Ее родители поощряли музыкальное образование своей дочери. Лили сопровождала свою десятилетнюю сестру Надю на уроках в Парижской консерватории до того, как ей исполнилось пять лет, вскоре после этого она изучала теорию музыки и училась играть на органе у Луи Вьерна. Лили научилась читать ноты в шесть лет, раньше, чем буквы. Первые фортепианные уроки ей дал Габриель Форе. Отличалась слабым здоровьем, училась дома. От её ранних сочинений сохранился лишь ми-мажорный «Вальс» (1906). Она также пела и играла на фортепиано, скрипке, виолончели и арфе. Среди её учителей были Марсель Турнье и Альфонс Хассельманс.
В 1909 году Лили Буланже поступила в Парижскую консерваторию. В 1913 году стала первой женщиной, получившей Большую Римскую премию за кантату «Фауст и Елена». Премьера сочинения в театре Шатле в ноябре того же года имела большой успех, композитор была принята в Елисейском дворце президентом Франции Раймоном Пуанкаре.
В 1914 году как лауреат Римской премии Буланже четыре месяца провела в Риме на вилле Медичи, поездка была прервана начавшейся Первой мировой войной.
Лили Буланже умерла от туберкулёза кишечника, так в то время называли болезнь Крона. Похоронена на кладбище Монмартр.

## Творчество
Автор инструментальных, вокальных и хоровых сочинений, духовной музыки. Писала музыку к стихам Мюссе, Метерлинка, Леконт де Лиля, А. Самена, Ф. Жамма. Оставила незавершенной оперу «Принцесса Мален» (по одноименной драме Метерлинка).
Произведения Лили Буланже записывали дирижёры Надя Буланже, Джон Элиот Гардинер, Игорь Маркевич и др.

## Сочинения
- Valse en mi majeur, pour piano
- Pièce, pour violon ou flûte et piano (sans titre)
- Sous-bois, pour chœur à 4 voix et piano
- Nocturne, pour flûte ou violon et piano ou orchestre
- Renouveau, pour chœur à 4 voix mixtes et piano ou orchestre
- Maïa, cantate pour soprano, ténor, basse et piano
- Frédégonde, cantate pour soprano, ténor, basse et piano
- Soleils de septembre, pour chœur mixte à 4 voix et piano ou orgue
- Les sirènes, pour chœur à 3 voix de femmes et piano ou orchestre
- Le soir, pour chœur à 4 voix et piano ou orchestre
- Reflets, pour voix et piano
- La tempête, pour chœur à 3 voix d’hommes et piano ou orchestre
- Soir d’été, pour chœur à 4 voix et piano
- La source, pour chœur et piano ou orchestre
- Fugue, pour 4 voix (1912)
- Attente, pour voix et piano
- Le retour, pour voix et piano
- Hymne au soleil, pour contralto, chœur mixte et piano ou orchestre
- La nef légère, pour chœur à 4 voix et piano
- Pour les funérailles d’un soldat, pour baryton, chœur mixte et piano ou orchestre
- Fugue, pour 4 voix (1913)
- Soir sur la plaine, pour soprano, ténor, chœur mixte et piano ou orchestre
- Faust et Hélène, cantate pour mezzo-soprano, ténor, baryton, chœur et orchestre
- D’un jardin clair, pour piano
- D’un vieux jardin, pour piano
- Cortège, pour violon ou flûte et piano
- Thème et variations, pour piano
- Clairières dans le ciel, cycle de treize mélodies pour voix et piano
- Dans l’immense tristesse, pour voix et piano
- Psaume 24 : La terre appartient à l’Éternel, pour ténor, chœur mixte, orgue et orchestre
- Psaume 129 : Ils m’ont assez opprimé, pour baryton, chœur d’hommes et orchestre
- Psaume 130 : Du fond de l’abîme, pour contralto, ténor, chœur mixte et orchestre
- Vieille prière bouddhique, pour ténor, chœur mixte et piano ou orchestre
- D’un matin de printemps, pour violon, violoncelle ou flûte et piano ou orchestre
- D’un soir triste, pour violon ou violoncelle et piano ou orchestre
- La princesse Maleine, opéra en 5 actes d’après le drame de Maurice Maeterlinck (inachevé)
- Pie Jesu, pour soprano, quatuor à cordes, harpe et orgue

## Признание
Сочинения Лили Буланже исполняются сегодня известными артистами и коллективами — такими, как Оркестр Ламурё, хор Монтеверди, Филармонический оркестр Би-би-си, Лондонский филармонический оркестр (дирижёр Джон Элиот Гардинер). Учреждена премия Лили Буланже.
Именем композитора назван астероид Лилит, открытый в 1927 году русско-французским астрономом Вениамином Жеховским в Алжирской обсерватории